# Federación de baloncesto de Rusia
La РФБ (por sus siglas en ruso Российская Федерация Баскетбола) es el organismo que rige las competiciones de clubes y la Selección nacional de Rusia. Pertenece a la asociación continental FIBA Europa. 
En julio del 2015 fueron suspendidos todos sus seleccionado por FIBA debido a sus concurrentes conflictos que terminaron en los tribunales de justicia ordinarios.

## Registros
- 52 Clubes Registrados
- 772 Jugadoras Autorizadas
- 1366 Jugadores Autorizados